# Yellandu
Yellandu es una ciudad y  municipio situada en el distrito de Bhadradri Kothagudem en el estado de Telangana (India). Su población es de 35056habitantes (2011). Se encuentra a 246 km de Hyderabad, la capital del estado.

## Demografía
Según el censo de 2011 la población de Yellandu era de 35056 habitantes, de los cuales 17016 eran hombres y 18040 eran mujeres. Yellandu tiene una tasa media de alfabetización del 79,04%, superior a la media estatal del 67,02%. 